# 会社更生法を適用した企業一覧
会社更生法を適用した企業一覧（かいしゃこうせいほうをてきようしたきぎょういちらん）は、会社更生法を適用した企業の一覧記事である。

## 1950年代
- 由良精工（1953年申請、1955年更生手続き終了）
- 高砂鐵工（1954年申請、1958年更生手続き終了）
- 東洋繊維（1955年申請）
- オオタ自動車工業（1955年申請、1956年に日本内燃機へ吸収合併）
- 日平産業（1956年申請、丸紅支援の下東洋紡傘下にあった同業中堅・トヤマキカイと合併「日平トヤマ」と社名変更）
- 桐生機械（1959年申請、1961年更生手続き終了）

## 1960年代
- アイレス写真機製作所（1960年申請）
- 東急くろがね工業（1962年申請 現・日産工機）
- 大王製紙（1962年申請、1965年更生手続き終了）
- 改源（1962年申請）
- 福泉醸造工業（1964年申請）
- サンウエーブ工業（1964年申請、2011年の大再編により販売部門はLIXILへ糾合）
- 山陽特殊製鋼（1965年申請、1973年更生手続き終了）
- 南部縦貫鉄道（1966年申請、1984年更生手続き終了）
- 増田屋（松尾鉱山） （1966年申請）

## 1970年代
- 富士観光（1971年申請、1984年更生手続き終了）
- 佐藤造機（1971年申請、1979年更生手続き終了）
- 日本熱学工業（1974年申請、申請棄却となり1975年破産）
- 興人（1975年申請、1989年更生手続き終了）
- 永大産業（1978年申請、1993年更生手続き終了）
- 筑摩書房 （1978年申請）

## 1980年代
- 吉野家（1980年申請、1987年更生手続き終了）
- 川中島バス（1983年申請、1991年更生手続き終了）
- 大沢商会（1984年申請、セゾングループ傘下で再建。現在はユニマットグループ）
- マミヤ光機（1984年申請。上記大沢商会の連鎖倒産。再建後、マミヤ・オーピーとなるが、元の本業であった光学機器事業はフェーズワンに譲渡された）
- リッカー（1984年申請、1993年更生手続き終了。現・三井住友カード）
- 三光汽船（1985年申請、1998年更生手続き終了。ただし、リーマン・ショックや燃料問題等の問題山積により2012年事業再生ADRを導入するも4ヶ月後に再申請し二度目の倒産）

## 1990年代
- 本間物産（1990年申請）
- 日活（1993年申請）
- 極東ノート（1993年申請。再建不調のため民事再生法を申請し、2003年に子会社に事業を譲渡）
- 近畿放送(KBS京都)（1994年申請、2007年更生手続き終了）
- 三宝海運（1995年申請、1997年会社解散）
- 京樽（1997年申請、2002年更生手続き終了）
- 栄商事（1997年申請、2002年更生手続き終了 現・株式会社くるまやラーメン）
- 三洋証券（1997年申請、当初提携先の野村證券（旧社）の支援を受ける予定だったが、この影響を懸念して白紙撤回となり、倒産）
- 多田建設（1997年と2005年と2008年の三回申請。）
- 東食（1997年申請、2004年更生手続き終了 現・カーギルジャパン）
- ヤオハンジャパン（1997年申請、2002年更生手続き終了 現・マックスバリュ東海）
- 法華クラブ（1997年申請、2008年更生手続き終了）
- アサヒコーポレーション（1998年申請、2017年更生手続き終了[1]）
- 三田工業（1998年申請、2002年更生手続き終了。京セラ傘下となった際「京セラミタ」を経て、現・京セラドキュメントソリューションズ）
- 日本国土開発（1998年申請、2003年更生手続き終了）
- 三井埠頭（1998年申請、2002年太平洋セメント（小野田セメント→秩父小野田）により完全子会社化）
- 有村産業（1999年6月23日申請。2008年6月23日更生廃止、解散へ）
- 東京テレメッセージ（1999年申請、2001年更生手続き終了）
- 日本リース（1998年申請 現・日本GE金融部門）

## 2000年代

### 2000年
- エルカクエイ（2005年更生手続き終了）
- 第一ホテル
- 長崎屋（2006年更生手続き終了。ドン・キホーテ（現・パン・パシフィック・インターナショナルホールディングス〔PPIH〕）が完全子会社化）
- ナガサキヤ（のちに解散決議）
- ライフ

### 2001年
- 大成火災海上保険
- 新潟鐵工所（企業分割による再生を実施、事業自体は日立・日立造船・三井造船等、国内外メーカー等に事業譲渡（※一部除く））
- フットワークエクスプレス（2001年民事再生法申請、2002年更生手続き終了）
- マイカル（当初は民事再生法適用を申請していたが後に変更した。2005年更生手続き終了。2011年イオンリテールに吸収合併）
- マイカル九州（当初は民事再生法適用を申請していたが後に変更した。2005年更生手続き終了。2007年イオン九州に吸収合併）

### 2002年
- 京神倉庫
- 佐藤工業（2009年更生手続き終了）
- テザック（2005年更生手続き終了、子会社・テザックワイヤロープ（鋼線メーカー）は同業大手の神鋼鋼線に売却）
- 地産
- 日産建設（のちリーマン・ショックにより会社更生が行き詰まり2008年末により再び申請）
- 日本重化学工業（2006年更生手続き終了）
- ファーストクレジット（現・三井住友トラスト・ローン&ファイナンス）
- 北部通信工業
- 宝幸水産（現・宝幸）

### 2003年
- 共栄冷機工業（現・アペックエンジニアリング）
- サリ
- 世界長（現・世界長ユニオン）
- ハウステンボス（テーマパーク運営。2003年2月26日申請、負債総額は約2289億円[2]。2010年4月に更生計画が終了。同年4月にエイチ・アイ・エスの子会社となる[3]。）
- 都築紡績（繊維･不動産事業者。2003年11月25日申請、負債総額はグループで約3050億円[4]。旧カネボウに買収されたのち、実質的な経営権がセーレン側（KBセーレン）に異動）

### 2004年
- あしぎんフィナンシャルグループ（金融持株会社。2004年12月25日申請、負債総額は約16億円[5]。2006年更生手続き終了。その後解散）
- 諏訪丸光
- 京都交通 (亀岡)

### 2005年
- イカリソース
- ニノミヤ（のちに解散決議、店舗の一部はミドリ（現・エディオン）に譲渡）
- 大阪シティドーム（2007年更生手続き終了）
- 55ステーション（2006年更生手続き終了）
- シーガイア（2012年セガサミーによる買収で合意）
- 水間鉄道（2006年更生手続き終了）

### 2006年
- ユニコ・コーポレーション

### 2007年
- 麻布建物（旧・麻布自動車、小糸製作所買占め騒動に絡んだ企業としても知られる）
- NOVA（破産に移行、事業は翌年にジー・エデュケーション（現・NOVAホールディングス）に移管）

### 2008年
- アリサカ
- オリエンタル白石（2011年末にフェニックス系ファンド傘下の関連メーカー・日本橋梁に完全買収）
- セラヴィリゾート泉郷（2013年更生手続終了）
- トスコ（2014年更生手続終了、旧東洋繊維、二度目の倒産）
- 福島交通（バス･鉄道事業者。2008年4月11日申請、負債総額は子会社を含め約81億円[6]。みちのりホールディングスの子会社となり、2009年5月31日に更生手続終了。）
- 山崎建設（ゼネコン。2008年10月30日申請、負債総額は子会社を含め約222億円[7]。）
- りんかい日産建設（ゼネコン。2008年8月29日申請、負債総額は約757億円[8]。2015年3月に更生手続終了。2016年9月に今治造船の子会社となった[9]。）

### 2009年
- クリード
- 日本綜合地所（2012年更生手続終了）
- あおみ建設（外資傘下に入り2012年更生手続終了）
- パシフィックホールディングス
- トミヤアパレル
- Spansion Japan（スパンションの日本法人。2009年2月10日申請、負債総額は約741億円[10]。）
- 大阪ワールドトレードセンタービルディング（大阪市の第3セクターでWTCビルを運営。2009年3月26日申請、負債総額は約643億円[11]。倒産後は運営権を大阪府に譲渡、大阪府の分庁舎に改装し再出発）
- ジョイント・コーポレーション（2013年更生手続終了）
- ロプロ（現・日本保証）
- 穴吹工務店（マンションディベロッパー。2009年11月24日申請、負債総額はグループで約1540億円[12]。2013年3月に更生手続を終了し、同年4月に大京の子会社となる[13]。）

## 2010年代

### 2010年
- 日本航空 (持株会社)（国内最大の航空事業者。2010年1月19日申請、グループの負債総額は約2兆3千億円[14]。同年12月1日付けで、日本航空インターナショナルに吸収合併され、翌年内にて民間企業復帰・再上場決議を発表、2012年9月19日に再上場）
  - 完全子会社の日本航空インターナショナル・ジャルキャピタルも親会社と共に更生法を申請した（日本航空とジャルキャピタルは日本航空インターナショナルへ吸収合併）。
- ウィルコム（PHS通信事業者。2010年2月18日申請、負債総額は約2060億円[15]。2013年7月1日付けで東京地方裁判所がソフトバンクによる会社更生手続の終結を決定。同日付でソフトバンクの連結子会社となる。）
- 武富士（消費者金融業。2010年9月28日申請、負債総額は約4336億円[16]。翌年Jトラストグループとなったロプロへ事業譲渡 現・日本保証）
- 蓼科グランドホテル（長野県茅野市、2010年11月26日申請、同年12月31日に会社更生手続きの開始を決定[17]）
  - 蓼科・滝の湯（同上）

### 2011年
- 三甲興産（滋賀県野洲市、2011年6月23日申請、同年7月31日に会社更生手続きの開始を決定[18]）
- 林原グループ4社（林原・林原生物科学研究所・林原商事・太陽殖産。翌年長瀬産業や京阪電鉄等に売却・事業譲渡）
- 水谷建設（2011年12月1日申立て[19]、同年12月31日に会社更生手続きの開始を決定[20]）

### 2012年
- アクアスキュータム（元レナウン系列）
- エルピーダメモリ（半導体メーカー。2012年2月27日申請、負債総額は約4800億円[21]。マイクロン・テクノロジに買収され、マイクロンメモリジャパンとなる。）
- 小野ホールディングス（小野グループの中核企業。2012年1月21日申請、負債総額は約67億円[22]。翌年以降に順次グループ解体された。）

### 2013年
- 聴涛館（ホテル・料亭運営業者、2013年3月18日申請）

### 2014年
- 金馬車

### 2015年
- ラムスコーポレーション（ばら積み船などの運航を管理する海運会社で、日本郵船との間で船の賃貸契約を結んでいた[23]。12月31日付で、関連グループ会社38社と共に、東京地裁から会社更生手続きの開始決定を受けた[23]。）

### 2017年
- トキワ印刷（印刷業。2017年12月22日申請、負債総額はグループ4社を含めて約119億円[24]。日進堂印刷所の完全子会社となり、2019年3月29日会社更生手続終結）
- 日東通信機（通信機器メーカー。2017年5月31日申請、負債総額は約28億円[25]。2018年5月8日にTCSホールディングスの完全子会社となり、2018年7月31日会社更生手続終結）

### 2018年
- 日本海洋掘削（海洋掘削事業者。2018年6月22日申請、負債総額は約904億円。2022年9月30日会社更生手続終結）[26]

## 2020年代

### 2020年
- ヤマニシ（東北最大規模の造船会社。2020年1月31日申請、負債総額は約123億円[27]。）

### 2021年
- F-Power（新電力大手の電気事業者。2021年3月24日申請、負債総額は約243億円[28]。事業は日本GLPの子会社であるFPSへ譲渡）

### 2022年
- イセ食品及び関連会社のイセ（鶏卵販売の最大手。2022年3月11日申請、負債総額は2社合計で約453億円[29]。イセ食品はたまご&カンパニーに商号変更した後、2025年3月3日会社更生手続終結）

### 2023年
- プロルート丸光（衣料品の卸売。2023年12月5日申請、負債総額は約27億円[30]）

### 2024年
- 寛一商店及び関連会社8社（調剤薬局の運営。2024年7月26日申請、負債総額は9社合計で約111億円[31]。事業はファーマライズホールディングスの子会社であるnext PHへ譲渡）